# 24 Hour Alert
24 Hour Alert ist ein US-amerikanischer Kurzfilm von Robert M. Leeds aus dem Jahr 1955 mit dem der Produzent Cedric Francis für einen Oscar nominiert war.

## Inhalt
Der Schauspieler Jack Webb soll einen US Air Force-Offzier spielen und besucht deshalb eine Luftwaffenbasis in Kalifornien, um sich mit der Arbeit und Sprache von Luftwaffenangehörigen auseinanderzusetzen. Er erfährt einerseits, welch wichtige Rolle die Station bei der Verteidigung der Nation spielt, lernt jedoch auch die andere Seite kennen, in der Bürger der umliegenden Städte sich von dem durch die Luftwaffenbasis verursachten Lärm genervt zeigen und dagegen protestieren.
Der örtliche Bürgermeister begibt sich nach Washington, um die Beschwerden der Bürger zur Sprache zu bringen. Als beim Rückflug des Politikers schlechtes Wetter das Flugzeug und seine Passagiere in Gefahr bringt, greift die Luftwaffe rettend ein. Der Bürgermeister ändert seine Meinung daraufhin und versucht seine Mitbürger davon zu überzeugen, wie wichtig die Arbeit der Basis ist und bittet um Akzeptanz.
Webb greift am Ende des Films das Geschehen auf und betont seinerseits die Wichtigkeit der Luftverteidigung und wie schwierig es für die Leute sei, mit ihren zivilen Nachbarn eine Basis zu finden, friedlich miteinander auszukommen.

## Produktion, Veröffentlichung

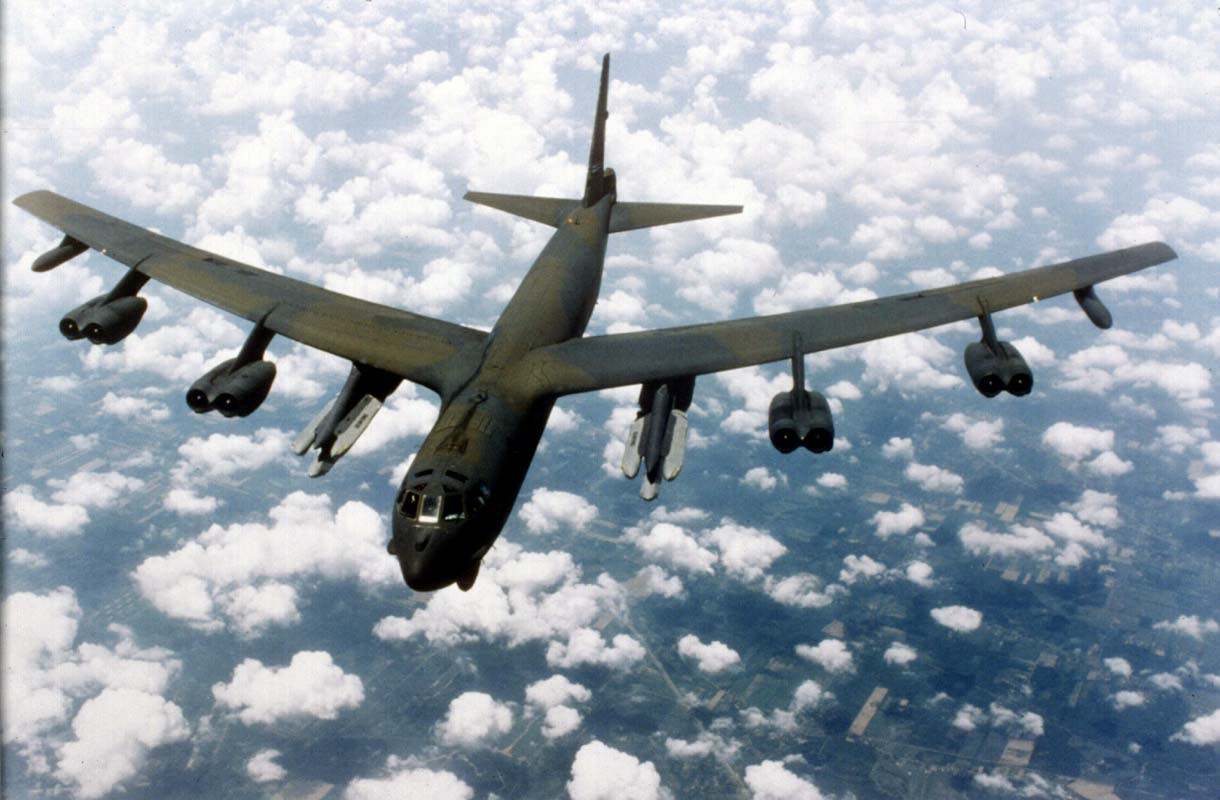
B-52G über den Wolken, im Film zu sehen

Es handelt sich um eine Walt Disney Produktion in Zusammenarbeit mit der United States Air Force und Mark VII Ltd., vertrieben von Warner Bros. Im Film sind Jets aus den 50er-Jahren zu sehen, so auch die Boeing B-52, außerdem eine F-100, eine B-25 sowie eine C-130.
Der Film wurde in New York am 22. Dezember 1955 erstmals veröffentlicht.

## Auszeichnung
Cedric Francis war auf der Oscarverleihung 1956 mit dem Film in der Kategorie „Bester Kurzfilm (2 Filmrollen)“ für einen Oscar nominiert, der jedoch an Wilbur T. Blume und seine Produktion The Face of Lincoln ging.